# Nervus radialis

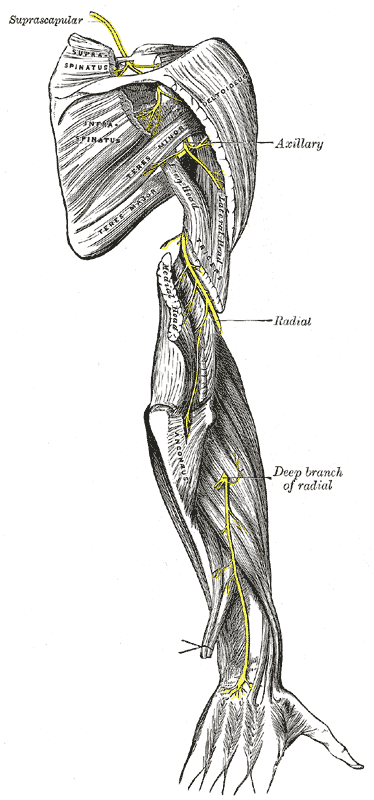
Verlauf des Nervus radialis

Sensibilitätsbereich von:
Nervus medianus (hellgrün)
Nervus ulnaris (blau)
Nervus radialis (rosa)

Der Nervus radialis (Abk. N. radialis) oder Speichennerv ist ein Nerv des Armnervengeflechts (Plexus brachialis). Seinen Ursprung hat er beim Menschen im Fasciculus posterior des Plexus brachialis und bezieht damit Fasern aus den Rückenmarksegmenten C5–Th1, bei Haussäugetieren von C7–Th1, bei Raubtieren auch aus Th2. Er innerviert die Streckmuskeln des Ellenbogen-, des Handgelenks und der Finger- (bei Tieren Vorderzehen-)gelenke.

## Verlauf
In der Mitte des Oberarms zieht der Nervus radialis zwischen den Köpfen (Caput laterale und Caput mediale) des Musculus triceps brachii und wendet sich, direkt dem Oberarmknochen aufliegend, zusammen mit der Arteria profunda brachii im Radialiskanal nach außen (lateral) und zieht über den Ellenbogen. Dort teilt er sich in einen Ramus superficialis (Hautast) und einen Ramus profundus (Muskelast). Der Ramus profundus durchbricht den Musculus supinator.

## Innervierte Muskeln
Der Nervus radialis innerviert am Oberarm folgende Muskeln:
- Musculus triceps brachii
- Musculus anconeus

Bei Tieren innerviert der Nerv außerdem den Musculus tensor fasciae antebrachii, bei Huftieren zieht auch ein Ast an den Musculus brachialis.
Am Unterarm versorgt er folgende Muskeln:
- Musculus extensor carpi radialis longus und brevis
- Musculus extensor digitorum (bei Tieren Musculus extensor digitorum communis)
- Musculus extensor digiti minimi (Tiere: Musculus extensor digitorum lateralis)
- Musculus extensor carpi ulnaris
- Musculus extensor indicis
- Musculus abductor pollicis longus
- Musculus extensor pollicis longus und brevis
- Musculus brachioradialis (fehlt bei Huftieren)
- Musculus supinator
- kurze Fingerstrecker

## Versorgte Hautgebiete
Der Nervus radialis versorgt sensibel
- den seitlich-unteren Oberarm (N. cutaneus brachii lateralis inferior)
- die Streckseite des Unterarms (N. cutaneus antebrachii posterior), bei Tieren Außenseite des Unterarms (Nervus cutaneus antebrachii lateralis)
- den Rücken der Hand (bei Tieren des Vorderfußes) (Ramus superficialis)

## Radialislähmung
Eine Radialislähmung tritt vor allem durch eine Beschädigung des Nerven im Bereich des Oberarms auf, wo der Nerv direkt dem Knochen anliegt. Nach einer Humerusfraktur kann eine Radialislähmung direkt durch die Fraktur oder durch die chirurgische Behandlung entstehen. In diesem Fall kommt es zur Lähmung der Handgelenksstrecker und der Strecker der Finger- bzw. bei Tieren Vorderzehengelenke. Durch den relativ höheren Tonus der intakten Beugemuskeln sind die Finger gebeugt und ebenso das Karpalgelenk (Handgelenk). Dies wird beim Menschen als Fallhand oder Kusshand (ähnelt der Haltung beim Handkuss) bezeichnet, bei Tieren als „Überköten“.